# Карлсруа (Северна Дакота)
Карлсруа (енгл. Karlsruhe) град је у америчкој савезној држави Северна Дакота.

## Демографија
По попису из 2010. године број становника је 82, што је 37 (-31,1%) становника мање него 2000. године.
| Група             | 2000.       | 2010.       |
| Белци             | 117 (98,3%) | 82 (100,0%) |
| Афроамериканци    | 0 (0,0%)    | 0 (0,0%)    |
| Азијати           | 0 (0,0%)    | 0 (0,0%)    |
| Хиспаноамериканци | 2 (1,7%)    | 0 (0,0%)    |
| Укупно            | 119         | 82          |